# クリーンガス福井
クリーンガス福井株式会社（クリーンガスふくい）は、福井県を営業エリアとする液化石油ガス（いわゆるプロパンガス）を供給する会社である。

## 沿革
- 1972年1月31日 - 設立
- 1999年4月1日 - 三谷住設機器株式会社から現社名に商号変更

## 支店・営業所
- 敦賀支店 - 敦賀市河原町2-2
- 勝山営業所 - 勝山市滝波町3丁目1426番地1

## 関連会社
- 三谷商事

## 県内の都市ガス事業者
- 福井都市ガス - 福井市
- 越前エネライン - 越前市
- 敦賀ガス - 敦賀市